# (34129) Madisonsneve
2000 QN3 (asteroide 34129) é um asteroide da cintura principal. Possui uma excentricidade de 0.07347620 e uma inclinação de 1.17598º.
Este asteroide foi descoberto no dia 24 de agosto de 2000 por LINEAR em Socorro.